# Meister der pausbäckigen Madonnen
Als Meister der pausbäckigen Madonnen (fr. Maître aux Madones joufflues) wird der Maler einer Gruppe Brügger Malereien bezeichnet, der im ersten Viertel des 16. Jahrhunderts in Brügge tätig war. Der Notname des namentlich nicht bekannten Künstlers wurde von seiner typischen Madonnendarstellung abgeleitet, er gibt in allen Bildern der Gottesmutter ein relativ großes Gesicht. Um den Namen des Meisters der pausbäckigen Madonnen werden ein dutzend Werke gruppiert. Stilistisch steht er Gerard David nahe.
Da der Meister der pausbäckigen Madonnen für die Kunstgeschichte relativ neu ab dem Jahr 2000 als eigenständige Hand erkannt wurde, wird sein genauer Werkkatalog wie auch vereinzelt die Abgrenzung bisher David zugeschriebener Werke noch untersucht. Auch ein Hans Memling zugeschriebenes Bild könnte ein Werk des Meisters sein.